# Stăpânul Inelelor: Frăția Inelului (film)
Stăpânul Inelelor: Frăția Inelului (engleză The Lord of the Rings: The Fellowship of the Ring) este un film de aventuri fantasy din 2001 regizat de Peter Jackson, după primul volum al seriei Stăpânul Inelelor scrisă de J.R.R. Tolkien (1954-1955). A fost urmat de Cele două turnuri (2002) și Întoarcerea regelui (2003).
Acțiunea se petrece în Pământul de Mijloc unde Lordul Întunericului Sauron caută Inelul Suprem. Acesta a ajuns în posesia tânărului hobbit Frodo Baggins (Elijah Wood). Soarta Pământului de Mijloc se află în balanță pe măsură ce Frodo împreună cu cei opt tovarăși care au format Frăția Inelului pornesc spre Muntele de Foc din ținutul Mordor, singurul loc în care Inelul poate fi distrus.
Lansat pe 10 decembrie 2001 filmul a fost puternic lăudat atât de critici cât și de fani, în special de aceștia din urmă care considerau că acesta este cea mai fidelă adaptare a cărții originale din trilogia lui Peter Jackson. A avut un succes de casă important, având încasări de peste 870 milioane $ la nivel mondial, fiind al doilea film cu cele mai bune încasări din 2001 în lume (după Harry Potter și Piatra Filozofală), încasări care l-au plasat pe locul 5 în topul filmelor cu cele mai bune încasări din istorie de la vremea respectivă.
Filmul a câștigat patru premii Oscar și cinci premii BAFTA, inclusiv premiile BAFTA pentru Cel mai bun film si Cel mai bun regizor. Versiunea extinsă a fost lansată pe DVD pe 12 noiembrie 2002 iar pe Blu-ray pe 28 iunie 2011. În 2007 filmul Stăpânul Inelelor: Frăția Inelului a fost plasat pe locul 50 în topul celor mai bune filme americane din istorie realizat de AFI (American Film Institute). De asemenea a fost plasat tot de AFI pe locul doi în topul celor mai bune filme gen fantasy.

## Povestea
În al Doilea Ev Lordul Întunericului Sauron încearcă să cucerească Pământul de Mijloc folosindu-se de Inelul Suprem. În bătălia împotriva Elfilor și a Oamenilor, Prințul Isildur taie inelul de pe mâna lui Sauron, distrugându-i astfel trupul și anihilând armata acestuia. Totuși, viața lui Sauron este legată de soarta Inelului. Cu alte cuvinte, Sauron supraviețuiește atâta timp cât Inelul rămâne întreg. Isildur, corupt de puterea Inelului, refuză să îl distrugă. După ce Isildur este ucis de Orci Inelul este pierdut într-un râu timp de 2.500 de ani. Inelul este găsit de Gollum care îl deține timp de mai multe secole până când este găsit de hobbitul Bilbo Baggins.
60 de ani mai târziu Bilbo lasă Inelul nepotului său Frodo Baggins. După ce află că Inelul i-a aparținut lui Sauron, vrăjitorul Gandalf cel Sur îl avertizează pe Frodo că trupele lui Sauron vor veni după el. Gandalf îl prinde pe grădinarul lui Frodo, Samwise Gamgee în timp ce acesta trage cu urechea sub o fereastră și îl îndeamnă pe el și pe Frodo să părăsească Comitatul. Gandalf merge către Isengard pentru a se întâlni cu liderul ordinului, Saruman cel Alb, care îi dezvăluie că Nazgûl-ii, servitorii lui Sauron, au fost trimiși să recupereze Inelul. Saruman dezvăluie că a trecut de partea lui Sauron și îl întemnițează pe Gandalf în vârful turnului. Saruman poruncește Orcilor lui Sauron să creeze arme de război și o nouă specie de războinici Orci: Uruk-hai.
În timp ce călătoreau spre Bree, lui Frodo și Sam li se alătură Merry și Pippin și aproape că sunt capturați de Nazgûl. La hanul "Poneiul în două picioare" Frodo îl întâlnește pe misteriosul pribeag Aragorn care îi ascunde de urmăritori și acceptă să îi conducă până în Rivendell. În timpul călătoriei sunt atacați din nou de Nazgûl. Aragorn se luptă cu aceștia dar Frodo este rănit de pumnalul Morgul al unuia dintre ei care îl va transforma într-o fantomă. În timpul urmăririi, Frodo este salvat de elfa Arwen care folosește magie pentru a agita apele pentru a-i mătura pe Nazgûl-i. Arwen îl aduce pe Frodo în Rivendell unde este vindecat de tatăl acesteia, Elrond. Gandalf reușește să scape din turunul lui Saruman cu ajutorul unui vultur și ajunge la Rivendell. Elrond organizează un consiliu cu toate rasele din Pământul de Mijloc care nu au trecut de partea lui Sauron pentru a decide soarta Inelului. Este dezvăluit faptul că Inelul poate fi distrus numai dacă este aruncat în flăcările Muntelui de Foc, locul unde a fost creat. Frodo se oferă voluntar pentru a duce Inelul, acompaniat de Sam, Merry, Pippin, Gandalf și Aragorn. Acestora li se alătură Elful Legolas, Gnomul Gimli și Boromir din Gondor, formând astfel Frăția Inelului.
Frăția pornește la drum dar sunt împiedicați de magia lui Saruman. Traversează Minele Moria ale gnomilor. Înăuntru ei află că Orcii au invadat mina și i-a ucis pe gnomi. De asemenea, realizează ca Gollum îi urmărește, determinat să își recupereze Inelul. Frăția este atacată de Orci și de un Balrog, un demon antic de flăcări și umbre. Gandalf în confruntă pe Balrog, permițându-le celorlalți să scape dar atât Gandalf cât și Balrog-ul cad într-o prăpastie. Jelind moartea lui Gandalf, restul Frăției fuge spre Lothlórien unde sunt găzduiți de conducătorii pădurii, Elfii Galadriel și Celeborn. În acea noapte Galadriel îl informează pe Frodo că este destinul său să distrugă Inelul. În ziua următoare Frăția pornește din nou la drum. Între timp, Saruman asamblează o armată de Uruk-hai pentru a vâna Frăția.
După ce sosesc la Parth Galen, Boromir cade pradă corupției Inelului și încearcă să îl ia de la Frodo, crezând că este singura soluție de a-și salva poporul. Frodo reușește să scape punându-și Inelul pe deget, devenind astfel invizibil. Boromir realizează ce a făcut și încearcă să-l găsească pe Frodo, care decide să continue călătoria singur, ascultând avertismentul lui Galadriel că Inelul îi va corupe și pe ceilalți membri ai Frăției. Uruk-hai sosesc iar Aragorn, Legolas și Gimli îi înfruntă pentru a-i oferi lui Frodo timp să scape. Merry și Pippin îi abat pe Orci din drumul spre Frodo și sunt aproape uciși. Boromir încearcă să îi salveze dar este săgetat fatal de liderul Uruk-hai, Lurtz. Restul Uruk-hai îi capturează pe Merry și Pippin. Aragorn îl ucide pe Lurtz și se duce lângă Boromir, promițându-i că nu va permite ca lumea oamenilor să cadă. Boromir moare cu Aragorn, Legolas și Gimli lângă el.
Sam îl găsește pe Frodo care cu greu îi permite să vină cu el. Aragorn, Legolas și Gimli pornesc să îi salveze pe Merry și Pippin. Când Frodo și Sam privesc spre drumul care îi așteaptă în față, Frodo îi mulțumește lui Sam că este cu el iar cei doi își continuă drumul spre Mordor.